# Robertinho
Robertinho, pseudonimo di Roberto Oliveira Gonçalves do Carmo (Rio de Janeiro, 22 giugno 1960), è un ex calciatore e allenatore di calcio brasiliano, di ruolo attaccante.
Nazionale brasiliano per un solo match internazionale nel 1980, dopo esser stato anche al Sudamericano U-20 l'anno prima, ha giocato come centravanti di alcune tra le più importanti squadre in Brasile come Palmeiras, Internacional, Flamengo, Fluminense, Botafogo e Atlético Mineiro.
Nel 1983 ha vinto il campionato brasiliano col Flamengo.

## Palmarès

### Giocatore

#### Competizioni statali
- Campionato Carioca: 2

Fluminense: 1980
Flamengo: 1986
- Taça Rio: 3

Flamengo: 1983, 1985, 1986
- Campionato Pernambucano: 1

Sport Recife: 1988
- Campionato Mineiro: 1

Atlético Mineiro: 1989

#### Competizioni nazionali
- Campionato brasiliano: 1

Flamengo: 1983

### Allenatore

#### Competizioni statali
- Campionato Carioca: 1

Fluminense: 2002
- Campeonato Capixaba Série B: 1

Rio Branco-ES: 2005